# Níger nos Jogos Olímpicos de Verão de 2016
Níger participou dos Jogos Olímpicos de Verão de 2016, que foram realizados na cidade do Rio de Janeiro, no Brasil, entre os dias 5 e 21 de agosto de 2016.
Pela primeira vez desde 1972, um nigerino subiu ao pódio. Abdoul Razak Issoufou, que também foi porta-bandeira na cerimônia de abertura, ganhou a medalha de prata no Taekwondo acima de 80kg masculino no dia 21 de agosto de 2016.
Outros cinco atletas do Níger competiram. No Atletismo, Ousseini Djibo Idrissa ficou em 49º - penúltimo lugar geral - nos 400m, e Mariama Mamoudou foi 53º colocada entre 57 corredoras na mesma distância (ainda assim seu tempo de  54s32 foi recorde nacional). O judoca Ahmed Goumar perdeu na estreia do peso leve (até 73kg). Na Natação, Albachir Mouctar foi 70º colocado entre 85 competidores nos 50m livre (26.56s, recorde nacional 5 segundos mais lento que o vencedor da prova), enquanto Roukaya Moussa Mahamane ficou em 83ª entre as 88 nadadoras na versão feminina da prova (35.60s, recorde nacional 11 segundos mais lento).